# Bardot (série de televisão)
Bardot (bra: Brigitte Bardot) é uma minissérie de televisão francesa escrita e dirigida por Danièle e Christopher Thompson. A série é estrelada por Julia de Nunez como Brigitte Bardot e estreou no canal France 2 em 8 de maio de 2023.
No Brasil, começou a ser exibida no início de novembro de 2023 no Festival Varilux de Cinema Francês, com a atriz Julia de Nunez estando presente para debates em algumas sessões especiais, e no streaming a partir do dia 22 do mesmo mês. A série foi o tema do ano da identidade visual do festival.

## Sinopse
A série conta a vida íntima de Brigitte Bardot entre 1949 e 1960. Criada em uma família onde recebeu uma educação rigorosa, ela sonha em se tornar dançarina. Em 1949, então com 15 anos, conheceu Roger Vadim, que a lançou no mundo do cinema. A série expõe o destino da atriz cuja vida vira uma novela midiática, presa entre o sucesso e o preço da fama.

## Elenco
- Julia de Nunez como Brigitte Bardot
  - Valentine Bourgeois como Brigitte Bardot quando criança
- Géraldine Pailhas como Anne-Marie Mucel, a mãe de Brigitte Bardot
- Hippolyte Girardot como Louis Bardot, o pai de Brigitte Bardot
- Lou Gable como Mijanou Bardot
  - Romane Lavrard Vancraeynest como Mijanou enfant
  - Gaïa Muguet Notter como quando criança
- Bernard Murat como Le Boum, Léon Mucel, pai de Toty e avô de Brigitte
- Victor Belmondo como Roger Vadim
- Yvan Attal como Raoul Lévy
- Anne Le Ny como Olga Horstig, agente de Brigitte
- Laure Marsac como Christine Gouze-Renal
- Louis-Do de Lencquesaing como Henri-Georges Clouzot
- Charles Clément como diretor Marc Allégret[7]
- Noham Edje como Jean-Louis Trintignant
- Oscar Lesage como Jacques Charrier
- Jules Benchetrit como Sami Frey
- César Chouraqui como Christian Marquand
- Mikaël Mittelstadt como Gilbert Bécaud
- Fabian Wolfrom como Sacha Distel
- Laurent Stocker como Pierre Lazareff
- Giuseppe Maggio como Enzo
- Nicolas Beaucaire como Jean Cau
- Florence Muller como Lucienne Lévy
- Ludmilla Makowski como Stéphane Audran, esposa de Jean-Louis Trintignant
- Natalia Pujszo como Monique Bécaud
- Crystal Shepherd-Cross como Hélène Lazareff
- Caroline Gay como Véra Clouzot
- Xavier Lemaître como Georges Cravenne
- Valentina Romani como Peggy, substituta de Brigitte
- Jean Franco como Alain Carré, secretário particular e motorista de Brigitte
- Lucy Loste Berset como Simone
- Anna Mihalcea como Odette
- Jean-Paul Bordes como Coronel Joseph Charrier
- Juliette Allain como Évelyne
- Quitterie Majorel como Suzanne
- Daniel-Jean Colloredo como Doutor Marineau
- Julie Arnold como Mouissa, babá de Mouissa, Jacques e Brigitte

## Produção
A série é escrita e dirigida por Danièle Thompson e seu filho Christopher Thompson. O co-produtor Pascal Breton confidenciou ao jornal 20 Minutes: “Quando terminei Sob o Sol em Saint-Tropez, disse para mim mesmo: “Quero contar a Bardot”, porque é toda a história do cinema e a de “um das mulheres que causaram maior impacto”. A coprodutora Judith Rochelois enfatizou “O que nos interessou foi olhar para o nascimento do ícone de Bardot, refletir sobre a gênese desse mito, conhecer a mulher e a jovem por trás dele”.
Danièle Thompson, que codirige os seis episódios com seu filho Christopher, resume a série como "a história de uma jovem que, como todas as outras, busca o amor e o sucesso, mas cujos sonhos são destruídos contra o histeria que desencadeia”. Em 31 de dezembro de 2022, Brigitte Bardot declarou ao Journal du Dimanche: “Nem estou ciente disso. Mas não me importo: a única coisa que importa é a minha vida real comigo nela. E não biopics estúpidas”.
A produção procurava “uma atriz ainda desconhecida do grande público” para interpretar o papel de Brigitte Bardot. A escolhida foi a novata Julia de Nunez. Até o final de maio de 2022, foi mantido em segredo a identidade de quem interpretaria Brigitte nas telas.

## Filmagens
As filmagens da série acontecem do final de fevereiro de 2022 a meados de junho de 2022 entre a região de Paris e a de Saint-Tropez.

## Lançamento
Na França, a série foi transmitida em dois episódios por dia, às segundas-feiras, por volta das 21h10, no canal France 2 de 8 a 22 de maio de 2023. 